# Площадь Вогезов
Пло́щадь Воге́зов (фр. Place des Vosges) — старинная площадь в Париже. Расположена в квартале Маре на границе между 3-м и 4-м округами Парижа. Представляет собой правильный квадрат со сторонами 140 х 140 метров. До 1799 года называлась Королевской (фр. Place Royale). Новое название получила в честь жителей департамента Вогезы, которые в 1800 году, после Французской революции, добровольными взносами стали поддерживать содержание революционной армии.

## История
История площади Вогезов начинается в 1605 году, когда по указу короля Генриха IV на месте Отеля Турнель (Hôtel des Tournelles) и его садов был обустроен участок земли для проведения торжеств по случаю помолвки Людовика XIII и Анны Австрийской. Ранее, 10 июля 1559 года от раны, полученной на этом месте во время рыцарского турнира, скончался король Генрих II Валуа.
Центр площади, названной Королевской, был выровнен и покрыт песком для выступления конных кавалькад. По краям будущей площади построили павильоны для народных гуляний. Королевская площадь была торжественно открыта в 1612 году «большой карузелью» (grand carrousel) — всадники двигались по кругу (фр. carrousel) — в честь помолвки короля и будущей королевы. В дальнейшем здесь проводили показательные турниры и даже дуэли.
По распоряжению кардинала Ришельё в 1639 году в центре площади установили бронзовую конную статую короля Людовика XIII (скульптура коня была приданым Екатерины Медичи, а фигуру короля в образе римского императора изваял французский скульптор Биар). В 1792 году во время революции статую снесли и расплавили. В 1829 году 4 ноября установили новую из мрамора по модели скульптора Шарля Дюпати.
В 1670 году площадь была превращена в общественный сад. В конце XVIII века большая часть собственников аристократических особняков перебралась в район Фобур Сен-Жермен, но площади удалось сохранить некоторых старых владельцев. В домах на площади жили многие знаменитые люди — суперинтендант финансов при короле Генрихе IV, Максимильен Сюлли, кардинал Ришельё, куртизанка Марион Делорм, епископ и писатель Боссюэ, писатели Виктор Гюго, Теофиль Готье, Альфонс Доде и многие другие.
В 1800 году Королевская площадь сменила название на Вогезскую в честь жителей департамента Вогезы, добровольными взносами поддерживавших содержание революционной армии. В 1954 году площадь вошла в Список исторических памятников Франции. В наши дни площадь Вогезов — площадь-парк с ухоженными лужайками, четырьмя фонтанами и старинными деревьями. Первые этажи исторических зданий ныне занимают художественные галереи, антикварные магазины и модные бутики.

## Архитектура

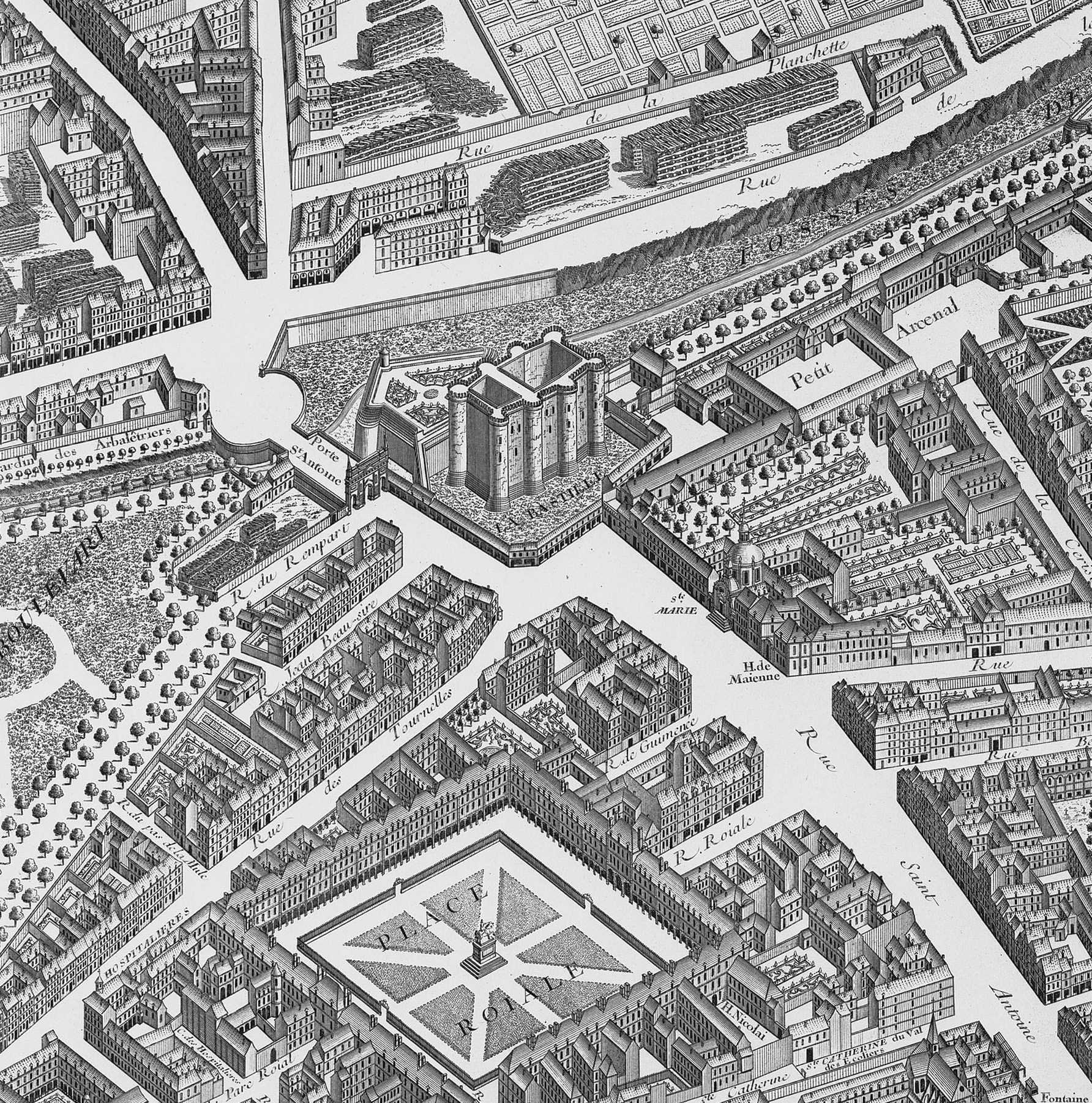
Королевская площадь. Деталь изометрического плана Парижа 1739 г.

Королевская площадь стала прототипом многих площадей европейских городов регулярной планировки. План новой площади в 1612 году разработал архитектор Луи Метезо. Тридцать шесть (в иных источниках называются тридцать девять) одинаковых сомкнутых в каре зданий с высокими кровлями и мансардными окнами образуют правильный квадрат. На площади нет транспорта, и попасть на неё, полностью изолированную от городской суеты, можно через угловые арки.
Фасады зданий оформлены по проектам Жака-Андруэ Дюсерсо Второго (1550—1614), придворного архитектора Людовика XIII, при участии Луи Метезо.
Дома из красного кирпича с отделкой белым камнем — известняком из Вогезских гор — составляют характерный, нарядный облик французской архитектуры «стиля Людовика XIII», переходного от французского Ренессанса к «большому стилю» эпохи короля Людовика XIV, соединившего элементы классицизма и барокко. Высокие кровли по французской традиции крыты серовато-серебристым сланцем. Окна имеют мелкую расстекловку, также характерную для архитектуры северных стран. Первые этажи зданий по периметру площади оформлены галереями с аркадами на пилонах.
В центре южной линии фасадов выделяется высотой и тремя проездными арками Павильон короля (Pavillon du Roi), устроенный для Генриха IV, напротив — Павильон королевы (Pavillon de la Reine). Несмотря на такое обозначение, павильоны не использовали для нужд королевского двора.

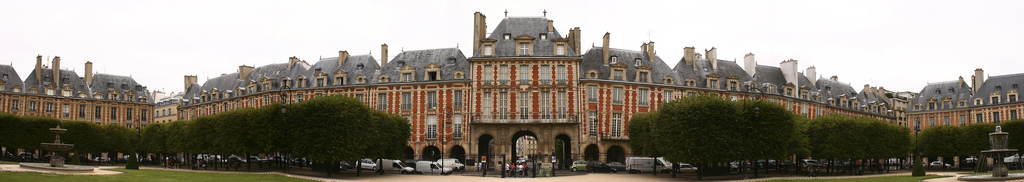
Площадь Вогезов

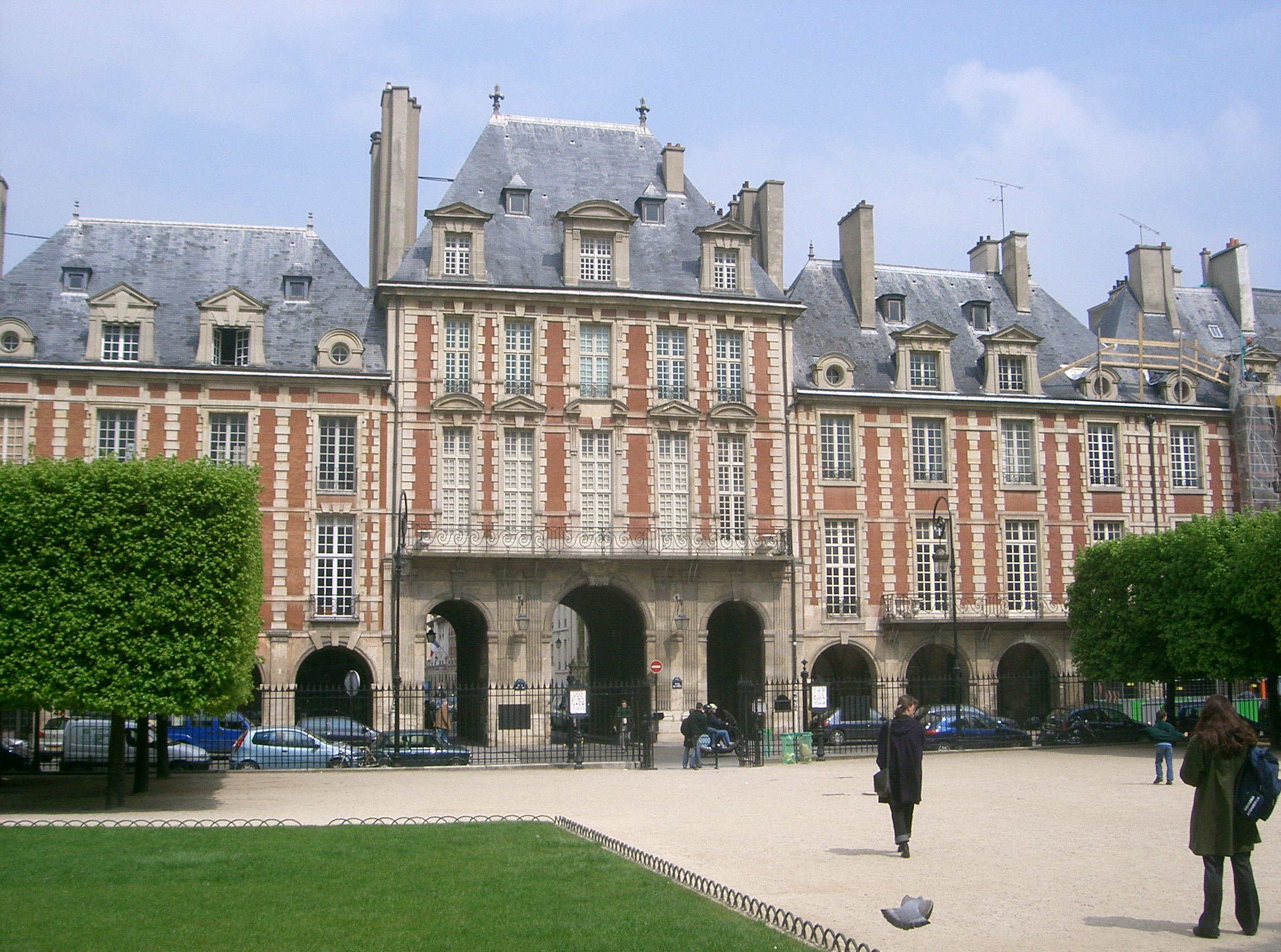
Площадь Вогезов в Париже. Павильон королевы с мансардными окнами. 1620-е гг.
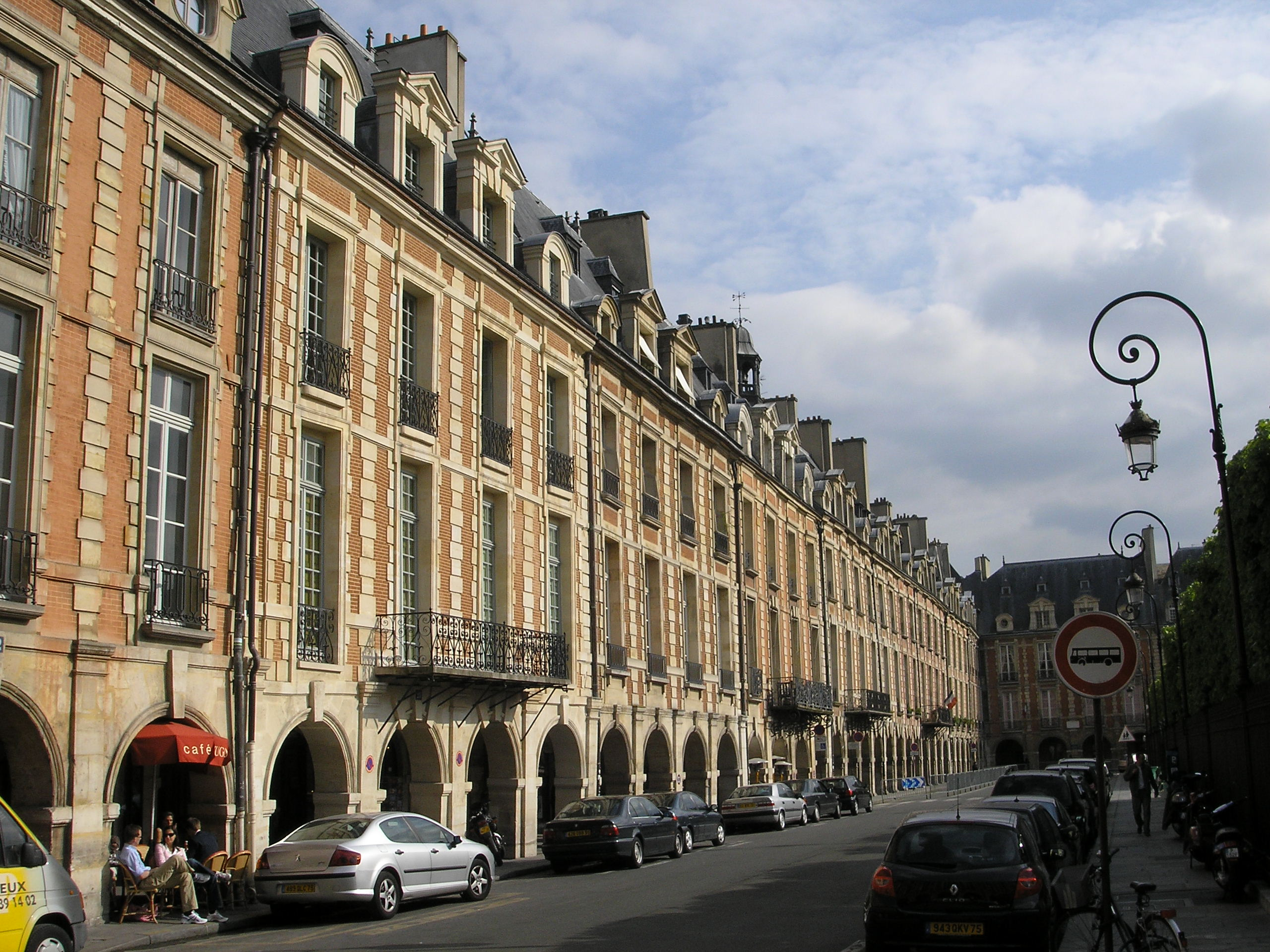
Восточная сторона
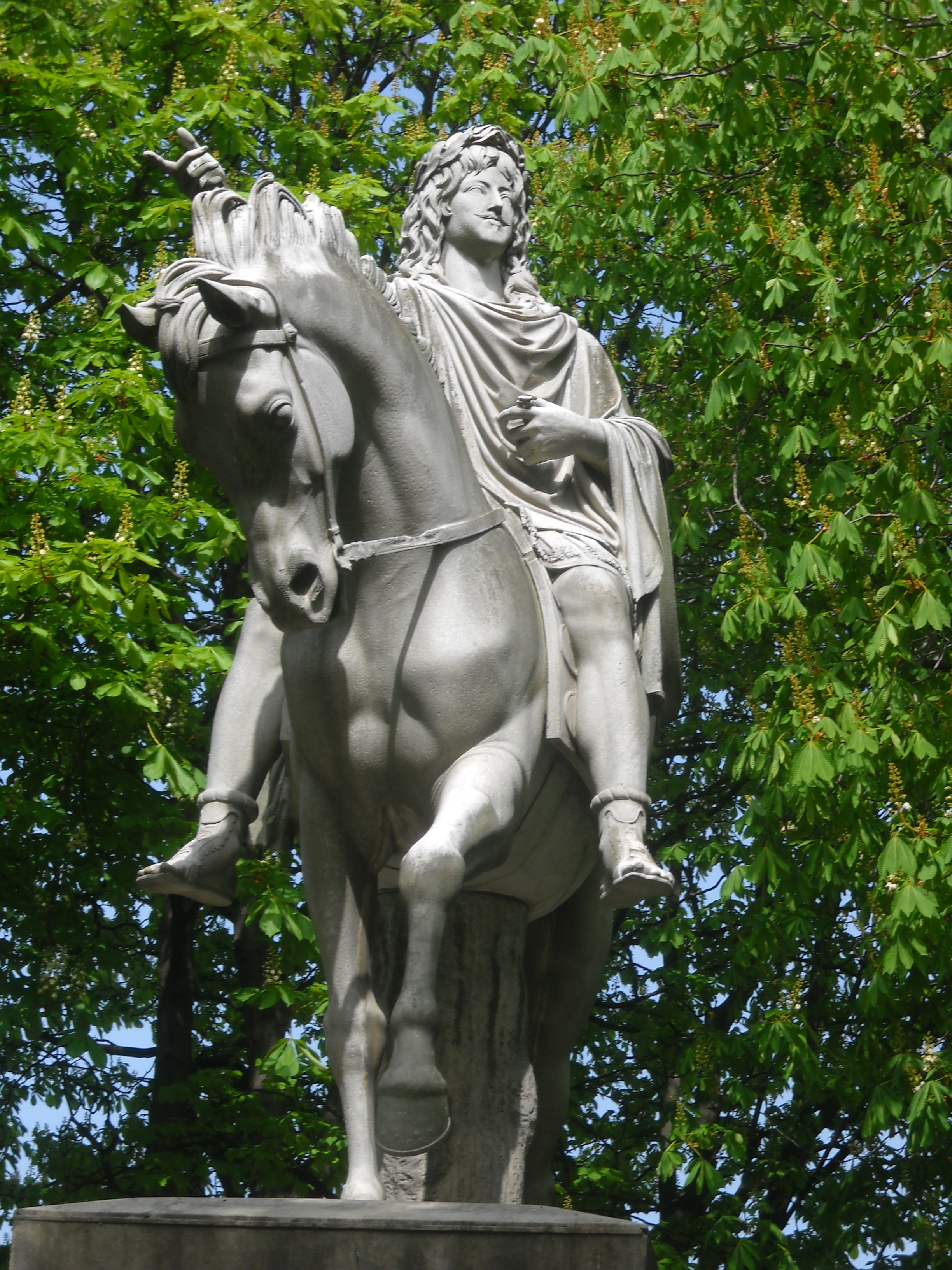
Статуя Людовика XIII. 1829. Скульптор  Шарль Дюпати
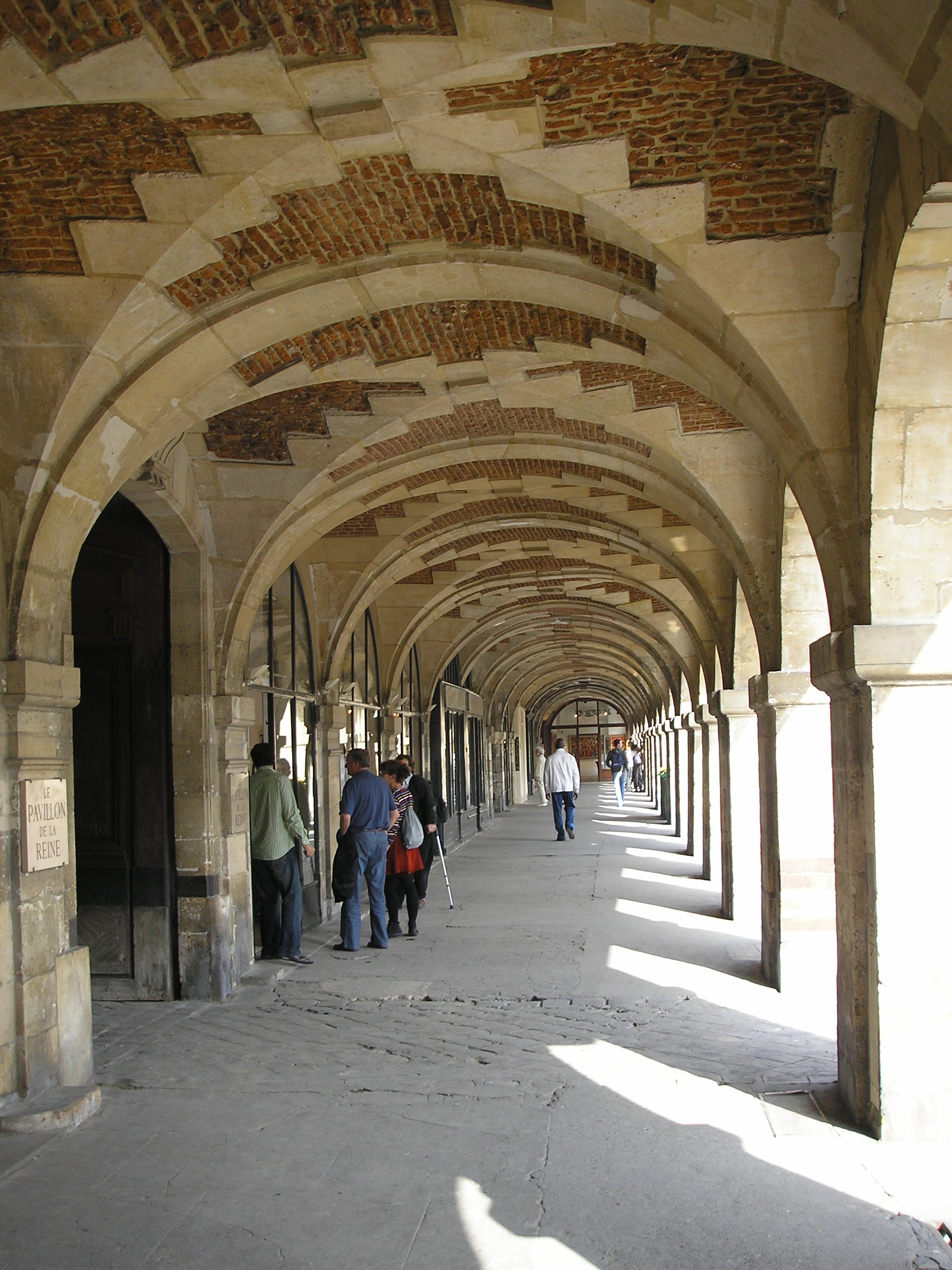
Аркады Павильона королевы
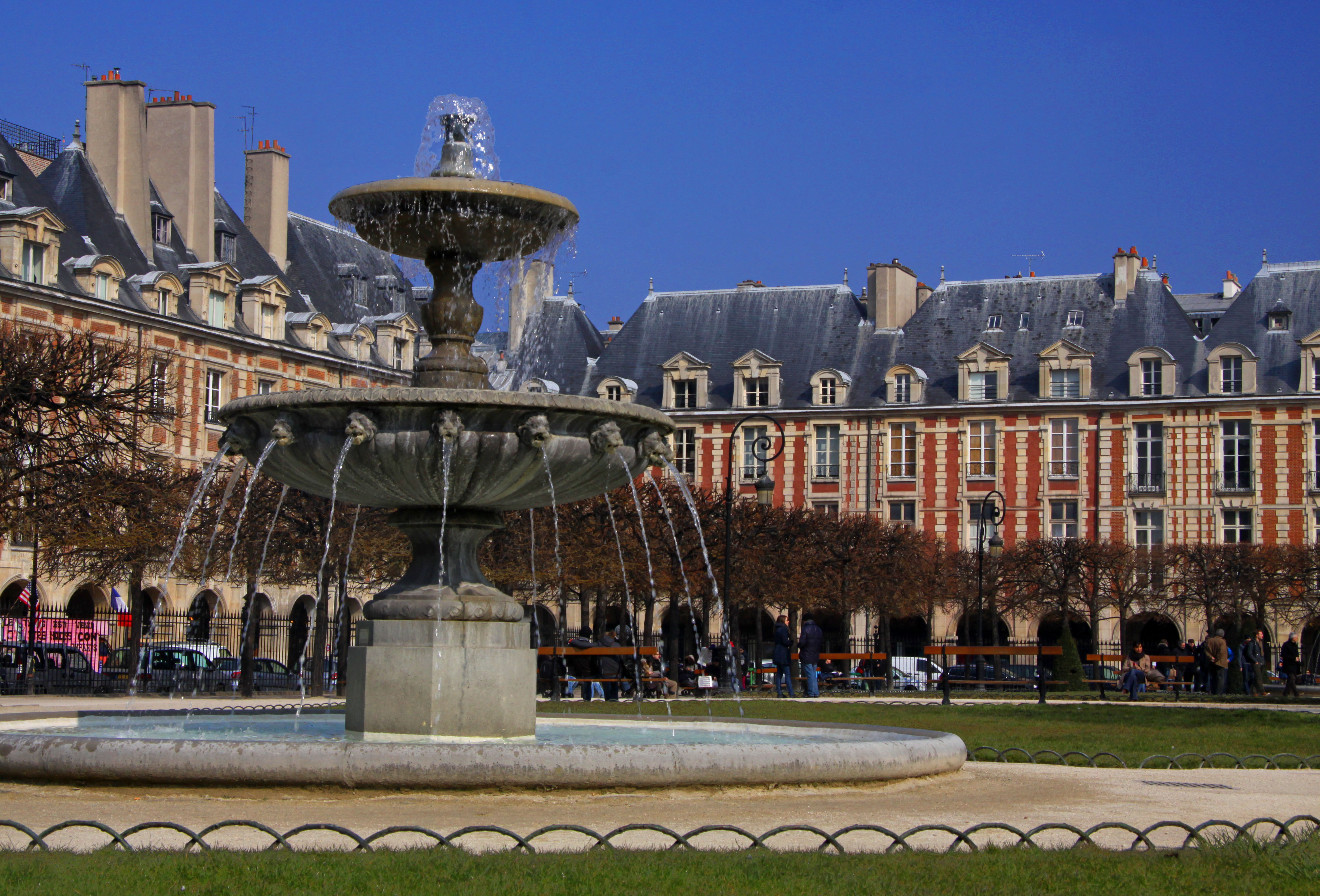
Фонтан на Площади Вогезов

## Знаменитые дома площади Вогезов
№ 1bis — здесь родилась знаменитая мемуаристка, маркиза Мадам де Севинье.
№ 6 — дом Виктора Гюго, в котором писатель жил с 1832 по 1848 год, ныне мемориальный музей
№ 7 — дом Сюлли, первого министра при короле Генрихе IV
№ 8 — в этом доме жили поэт Теофиль Готье и писатель Альфонс Доде
№ 9 — историческая резиденция Королевской академии архитектуры, в настоящее время здесь помещается «Галерея историзма» (Galerie Historisimus)
№ 11 — с 1639 по 1648 год в этом доме жила известная куртизанка Марион Делорм
№ 12 — дом, в котором жила возлюбленная и муза Вольтера, натурфилософ и математик Эмили дю Шатле
№ 14 — Отель Ривьер (Hôtel de la Rivière), замечательный своими интерьерами (роспись плафона работы Ш. Лебрена перенесена в Музей Карнавале). В этом доме в 1948—1965 годах жил профессор еврейской истории, герой сопротивления, раввин Давид Фейерверкер и члены его семьи. Организованный им философский клуб (Cercle d’Etudes du Marais) посещали многие деятели французской культуры
№ 15 — в этом доме жила с 1675 года Маргарита Луиза Орлеанская, супруга Козимо III Медичи, великого герцога Тосканы
№ 17 — бывшая резиденция епископа, писателя Боссюэ
№ 20 — дом князя Арно Анри Салас-Перес Оболенского, потомка эмигрантов из России
№ 21 — с 1615 по 1627 год в этом доме жил кардинал Ришельё
№ 23 — в этом доме жил живописец-постимпрессионист Жорж Дюфренуа
№ 28 — «Павильон королевы». Здесь проживали члены известной дворянской семьи Шабо-Роан